# 丸尾崇真
丸尾 崇真（まるお たかまさ、1999年1月8日 - ）は、日本のラグビー選手。

## プロフィール
- 東京都・千代田区出身[1]。
- ポジションはナンバーエイト(No8)、フランカー(FL)。
- 身長 183cm、体重 100kg
- U20日本代表に選ばれたことがある[2]。
- 7人制日本代表に選ばれたことがある[3]。

## 略歴
小学1年生の時にラグビーを始めた。
2017年、早稲田大学系属早稲田実業学校初等部・中等部・高等部を卒業後、早稲田大学文化構想学部に入学。なお早稲田実業高校時代、主将を務めたことがある。
2020年、早稲田大学ラグビー蹴球部の主将に就任。
2021年、早稲田大学卒業後、欧州へ留学。
2024年、パリ2024五輪の7人制ラグビー日本代表内定選手に選ばれた。
2025年、秋田県東成瀬村の地域おこし協力隊に採用された。